# Wydział Matematyki i Fizyki Stosowanej Politechniki Rzeszowskiej im. Ignacego Łukasiewicza
Wydział Matematyki i Fizyki Stosowanej Politechniki Rzeszowskiej im. Ignacego Łukasiewicza – jeden z siedmiu wydziałów Politechniki Rzeszowskiej im. Ignacego Łukasiewicza.

## Kierunki kształcenia
Dostępne kierunki:
- Inżynieria i analiza danych (studia I i II stopnia)
- Inżynieria w medycynie (studia I i II stopnia)
- Matematyka - zastosowania matematyki w ekonomii (studia I i II stopnia)

## Władze wydziału
W kadencji 2024–2028:
| Stanowisko                                                         | Imię i nazwisko                         |
| ------------------------------------------------------------------ | --------------------------------------- |
| Dziekan                                                            | dr hab. Czesław Jasiukiewicz, prof. PRz |
| Prodziekan ds. rozwoju                                             | dr Sławomir Wolski, prof. PRz           |
| Prodziekan ds. kształcenia (Kierunek: Inżynieria i analiza danych) | dr Urszula Bednarz                      |
| Prodziekan ds. kształcenia (Kierunek: Matematyka)                  | dr Małgorzata Wołowiec-Musiał           |

## Struktura organizacyjna
| Jednostka                             | Kierownik                             |
| ------------------------------------- | ------------------------------------- |
| Katedra Analizy Nieliniowej           | dr Tomasz Zając                       |
| Katedra Fizyki i Inżynierii Medycznej | dr inż. Mariusz Trybus, prof. PRz     |
| Zakład Matematyki Dyskretnej          | dr hab. Iwona Włoch, prof. PRz        |
| Zakład Modelowania Matematycznego     | dr hab. Andrzej Włoch, prof. PRz      |
| Zakład Optyki Stosowanej              | dr hab. inż. Tomasz Więcek, prof. PRz |
| Zakład Topologii i Algebry            | dr hab. Jarosław Górnicki, prof. PRz  |